# Zlata krastača
Zlata krastača (znanstveno ime Incilius periglenes) je bila vrsta krastače, nekoč pogosta na območju višinskih deževnih gozdov nad mestom Monteverde v Kostariki, na nadmorskih višinah med 1500 in 1620 m. Vrsto je leta 1966 opisal herpetolog Jay Savage, ki je dobil primerke od lokalnih prebivalcev in leta tudi 1964 sam obiskal območje. Med ostalimi krastačami, ki so pretežno zemeljskih barv, je izstopala po fluorescentni zlati obarvanosti, po kateri je dobila tudi ime. Raziskovalci so v ustreznih habitatih na omenjenem območju redno videvali na stotine osebkov, leta 1988 pa so iz še ne popolnoma pojasnjenega vzroka našli samo osem samcev in dve samici. Naslednje leto so našli samo še enega samca in v nadaljnjih letih kljub obsežnim iskalnim akcijam nobene zlate krastače več, zato šteje vrsta za izumrlo.

## Opis
Osebki so v dolžino merili okrog 5 cm, kar je za predstavnike krastač majhno. Samci so bili fluorescentno zlate barve in nekoliko manjši od samic, ki so bile zelenkasto rumene barve s škrlatnimi lisami, obrobljenimi z rumeno. Samci so bili poleg tega gracilnejši od samic, z ostrejšim gobcem in proporcionalno daljšimi okončinami. Plavalna kožica je bila pri obeh spolih razvita samo pri bazi prstov na zadnjem paru nog, pri nobenem pa nista bila razvita zunanji bobnič ali zvočni mehur.

## Ekologija
Zlate krastače so živele v nedotaknjenih gorskih deževnih gozdovih nad mestom Monteverde v Kostariki, na območju, velikem samo 10 km². Podnebje območja je subtropsko in zelo vlažno, s preko 4000 mm padavin letno. Osebki so večino leta preživeli zakopani v rastlinskem opadu, le med deževnim obdobjem med marcem in junijem so množično prišli na plano in se množili v plitvih kotanjah napolnjenih z vodo.

### Izumrtje
Še v deževnem obdobju med aprilom in majem 1987 je bila zlata krastača pogosta v svojem območju razširjenosti, ob obisku so raziskovalci našteli okrog 1500 osebkov. Že naslednje leto so jih kljub aktivnemu iskanju našli samo deset. Leta 1989 je celotno znano populacijo predstavljal en samec in od takrat ni zlate krastače videl nihče več. Hkrati je izginila tudi lokalna populacija žabe vrste Atelopus varius.
Nenadno izginotje vrste je pritegnilo veliko pozornost biologov, ki so predlagali več možnih razlag. Po eni od njih naj bi bile za pojav odgovorne klimatske spremembe (globalno segrevanje), ki so povzročile izsuševanje, v kombinaciji še z enim dejavnikom. Vendar ostaja pri pripisovanju sprememb lokalnega podnebja globalnemu segrevanju težava, da zanesljivi podatki o temperaturi in vlažnosti na tem območju segajo samo v pozna sedemdeseta leta. Po drugi razlagi, ki temelji na analizi izotopov iz lesa za stoletje v preteklost, so verjetnejši vzrok ciklične spremembe podnebja - pojav El Niño, ki je bil v sezoni 1986/87 posebej izrazit. Kot možen dodatni dejavnik navajajo epidemijo patogene glive iz skupine Chytridiomycota ali kontaminacijo z onesnažili iz zraka, ki bi lahko v kombinaciji s stresom zaradi izsušitve in visokih temperatur povzročila množičen pogin.